# Mateusz Możdżeń
Mateusz Możdżeń, né le 14 mars 1991 à Varsovie, est un footballeur polonais. Il occupe actuellement le poste de milieu de terrain au Korona Kielce, club de première division polonaise.

## Biographie

### Les débuts avec le Lech Poznań
Mateusz Możdżeń commence sa carrière professionnelle au Lech Poznań, en 2008. Lors de sa première saison, il ne joue que les matches de coupe, et est mis la plupart du temps à disposition de l'équipe réserve. Le 18 octobre 2009, lors du choc opposant son équipe au Wisła Cracovie, il est la grosse surprise du onze de Jacek Zieliński, profitant de l'absence de Jakub Wilk. Pour son premier match de championnat, il rend une très belle copie. À partir de cette date, il est régulièrement appelé par son coach, et dispute une grosse dizaine de matches d'Ekstraklasa. Le 10 mars 2010, il prolonge son contrat avec Poznań jusqu'en 2014. À seulement dix-neuf ans, il remporte le championnat national, doublant le Wisła à deux journées de la fin.

## Palmarès
- Vainqueur de la Supercoupe de Pologne : 2009
- Champion de Pologne : 2010